# Франк Рибери
Франк Анри Пјер Рибери (фр. Franck Henry Pierre Ribéry; Булоњ на мору, 7. април 1983) је бивши француски фудбалер који је играо на позицији крила. За репрезентацију Француске одиграо је 81 утакмицу и постигао 16 голова.

## Каријера
Фудбалску каријеру је започео у градском клубу ФК Булоњ, одакле га је пут водио до Олимпик Алеа, Стад Бреста и у ФК Мец у узастопним сезонама. У јануару 2005. потписао је уговор за турски Галатасарај. Са тим клубом је освојио Турски куп и одмах после тога напустио клуб и обрео се у Олимпику из Марсеља, његов шести клуб у каријери. Галатасарај је напустио због неизмирених обавеза клуба у току друге полусезоне 2005. Интернационални спортски трибунал (CAS) је одбацио тужбу Галатасараја и дао право Риберију, што је напустио клуб без надокнаде и превремено раскинуо уговор.
На Светском првенству 2006. у Немачкој је био позван у репрезентацију Француске. Због свог показаног квалитета, медији су спекулисали са његовим преласком у Арсенал, Манчестер јунајтед и Лион. Након првенства рекао је да жели у Манчестер јер би желео да сарађује се колегом из репрезентације Евром. По изјави Скај Спорта, Рибери је рекао да тог лета жели да пређе у Лион. Касније је изјавио да би прешао у енглески Арсенал као би радио са тренером Вењером, који је такође Француз.
У јулу 2007. прешао је из француског Марсеља у ФК Бајерн за 25.000.000 €.
У избору часописа Франс Фудбал (France Football) проглашен је за најбољег фудбалера Француске у 2013. години.

## Приватни живот
Са две године, Рибери је доживео саобраћајну несрећу у којој је задобио теже посекотине и повреде лица.
2002. године променио је веру и прешао на ислам. Преузео је муслиманско име Билал. Његова супруга Вахиба Белхами је алжирског порекла. Имају две кћерке, Хизију и Шахинез.
Његов брат, Франсоа, је такође фудбалер и тренутно игра у француском трећелигашу из Калеа.

## Трофеји

### Галатасарај
- Куп Турске (1) : 2004/05.

### Олимпик Марсељ
- Интертото куп (1) : 2005.

### Бајерн Минхен
- Првенство Немачке (9) : 2007/08, 2009/10, 2012/13, 2013/14, 2014/15, 2015/16, 2016/17, 2017/18, 2018/19.
- Куп Немачке (6) : 2007/08, 2009/10, 2012/13, 2013/14, 2015/16, 2018/19.
- Лига куп Немачке (1) : 2007.
- Суперкуп Немачке (4) : 2012, 2016, 2017, 2018.
- Лига шампиона (1) : 2012/13. (финале 2009/10, 2011/12).
- УЕФА суперкуп (1) : 2013.
- Светско клупско првенство (1) : 2013.

### Француска
- Светско првенство : финале 2006.